# Die Eiskönigin II
Die Eiskönigin II (Originaltitel: Frozen II) ist ein US-amerikanischer Computeranimationsfilm von Walt Disney Pictures, der am 20. November 2019 in die deutschen Kinos kam. Er ist die Fortsetzung des 2013 erschienenen Die Eiskönigin – Völlig unverfroren. Die Regie führten wie beim ersten Teil Chris Buck und Jennifer Lee.

## Handlung
Als Kinder erfahren Elsa und ihre Schwester Anna von ihrem Vater, König Agnarr, was sich einst in dem verwunschenen Wald im hohen Norden zugetragen habe: Ihr Großvater, König Runeard, der Begründer und erste König von Arendelle, schloss Freundschaft mit dem darin lebenden Stamm der Northuldra und baute einen großen Staudamm. Bei den Eröffnungsfeierlichkeiten brach jedoch ein bewaffneter Streit aus. Dies erzürnte die Geister des Waldes (Erde, Feuer, Luft und Wasser). Seit dieser Zeit versperrt eine Mauer aus Nebel den Weg in den Wald und aus ihm heraus. Während Runeard im Kampf fiel, entkam Prinz Agnarr mit der Hilfe eines unbekannten Retters und wurde zum neuen König von Arendelle. Der Nebel ist noch immer da: Niemand kann den Wald betreten oder verlassen. Da die Mädchen nicht genug von diesen Geschichten kriegen können, singt ihnen Königin Iduna noch ein Gute-Nacht-Lied von dem geheimnisvollen Fluss Ahtohallan, der angeblich die Geheimnisse der Vergangenheit kennt.
Drei Jahre nach ihrer Krönung (und der Handlung des ersten Filmes) feiert die Eiskönigin Elsa den hereinbrechenden Herbst in ihrem Königreich mit ihrer jüngeren Schwester Anna, dem Schneemann Olaf, mit Kristoff und dessen Rentier Sven. In letzter Zeit hört sie immer wieder eine geheimnisvolle weibliche Singstimme. Während eines Scharadespiels kann sie die Stimme nicht mehr ignorieren. In der Nacht folgt sie der Stimme ins Freie und weckt dabei unbeabsichtigt die Geister auf. So entfesselt, vertreiben die Geister die Bewohner aus der Stadt. Grand Pabbie und die Kolonie der Trolle eilen zu Hilfe nach Arendelle. Wie Grand Pabbie mitteilt, muss Elsa die Dinge in Ordnung bringen, indem sie die Wahrheit über die Vergangenheit des Königreichs herausfindet. Daraus folgert Elsa, dass sie der Stimme folgen muss, die sie immer hört.
Gemeinsam machen sie sich auf die Reise in den verwunschenen Wald. Durch ihre Magie können sie den Nebel durchqueren. Der Geist des Windes erscheint in Form eines Tornados, den Elsa zum Stillstand bringt, indem sie Schneeschauer erzeugt. So entstehen Skulpturen aus Eis, die Situationen aus der Vergangenheit von Elsas Vater Agnarr darstellen. Eine Eisskulptur stellt dar, dass Königin Iduna eine Angehörige der Northuldra war. Sie war es, die Agnarr gerettet hat. Im Wald stehen sich die Northuldra und Soldaten aus Arendelle immer noch kämpfend gegenüber. Elsa und Anna vermitteln einen Waffenstillstand. Als sich der Geist des Feuers bemerkbar macht, entdeckt Elsa, dass sich dahinter ein kleiner magischer Salamander verbirgt. Sie kann ihn besänftigen. Später erfährt Elsa, dass es noch einen fünften Geist gibt, der die Menschen und den Zauber der Natur verbindet.
Elsa reist mit ihrer Schwester und Olaf weiter nach Norden. Dort entdecken sie das Wrack des Elternschiffs. Im Inneren entdecken sie eine Karte, die den Weg zum mysteriösen Fluss Ahtohallan weist, der dazu beitragen soll, Licht in die Vergangenheit zu bringen. Elsa ist am Boden zerstört, als sie erfährt, dass ihre Eltern getötet wurden, um nach Antworten über sie zu suchen. Anna besteht darauf mitzugehen, aber Elsa will sie nicht wieder verlieren, umarmt sie zum Abschied und schickt Anna und Olaf zu ihrer Sicherheit in einem Eisboot weg und reist alleine. Die beiden sind in einer Höhle am Grund eines Wasserfalls gestrandet.
Elsa trifft auf den Geist des Wassers, der in Gestalt eines Pferdes im Meer den Fluss bzw. Gletscher Ahtohallan bewacht. Bei der Ankunft am Gletscher erfährt Elsa, dass die geheimnisvolle Stimme die ihrer verstorbenen Mutter Iduna ist. Elsas Kräfte sind ein Geschenk der magischen Natur, weil Iduna einst in selbstloser Weise Agnarr gerettet hat. Dadurch wurde Elsa der erwähnte fünfte Geist, der Unterschiede ausgleicht. Außerdem werden Elsa Bilder aus der Vergangenheit zuteil. So erfährt sie, dass der Staudamm gebaut wurde, um die Ressourcen der Northulda zu begrenzen, da König Runeard dem Stamm, der an die Kraft der Magie glaubt, misstraute. Er war es auch, der den Streit ausgelöst hat, indem er den Anführer der Northulda angriff. Elsa informiert ihre Schwester Anna über die neuen Erkenntnisse, bevor sie in Ahtohallan selbst zu Eis erstarrt. Da Olaf nur durch Elsas Magie lebendig ist, löst dieser sich kurze Zeit später auf.
Anna kommt zu dem Schluss, dass – wenn wieder Frieden einkehren soll – der Staudamm zerstört werden muss. Sie findet die schlafenden Erdgeister, weckt sie auf und lockt sie zum Staudamm, der von den Giganten durch riesige Felsbrocken beworfen und zerstört wird. Elsa, vom Fluch befreit, kehrt nach Arendelle zurück und kann gerade noch rechtzeitig die riesige Sturzflut abwehren, die von dem zerstörten Damm ausgeht. So verschwindet nach 34 Jahren auch die Mauer aus Nebel. 
Kristoff unterbreitet Anna nach mehreren unbeholfenen Versuchen endlich einen erfolgreichen Heiratsantrag, den sie annimmt. Wie Elsa erläutert, wird sie zusammen mit ihrer Schwester nun die Brücke zwischen den Menschen und den magischen Geistern bilden. Anna wird die neue Königin von Arendelle, während Elsa ab sofort den nun nicht mehr verwunschenen Wald beschützt. Trotzdem wird sie Arendelle regelmäßig besuchen, zumal der Frieden im Königreich wiederhergestellt ist.

## Veröffentlichung
Die Eiskönigin II wurde am 20. November 2019 in 2D und 3D von Walt Disney Studios Motion Pictures veröffentlicht. Die Veröffentlichung war zuvor auf den 27. November festgelegt worden. Am Abend des 7. November 2019 fand die Weltpremiere in Hollywood statt. Der Vorverkauf von Die Eiskönigin II ist der erfolgreichste Vorverkauf aller Zeiten bei Animationsfilmen. Der Film konnte schon zwei Wochen vor der Veröffentlichung A Toy Story: Alles hört auf kein Kommando überholen. Ebenfalls erfolgreich verlief der Premierentag: Rund 204.000 Menschen besuchten den Film. Mit 1,73 Millionen Euro ist Die Eiskönigin II damit der erfolgreichste Animationsfilm des Jahres am Starttag.
Disney veröffentlichte den ersten Trailer am 13. Februar 2019. Der Trailer wurde in den ersten 24 Stunden 116,4 Millionen Mal angesehen und wurde zum meistgesehenen Animationsfilmtrailer in diesem Zeitraum, was den Rekord von Die Unglaublichen 2 (113,6 Millionen Aufrufe) übertraf.
Am 11. Juni 2019 wurde der nächste Trailer veröffentlicht. Disney veröffentlichte einen zusätzlichen 2. offiziellen Trailer am 23. September 2019. Am 15. November wurden der deutsche sowie originale Soundtrack digital veröffentlicht.

## Synchronisation
Die Synchronisation entstand bei der FFS Film- & Fernseh-Synchron GmbH in Berlin nach einem Dialogbuch und unter der Dialogregie von Nana Spier. Die musikalische Leitung hatte Thomas Amper, Nina Schneider übersetzte die Liedtexte.
| Rolle                         | Originalsprecher                            | Deutsche Sprecher                                                  |
| ----------------------------- | ------------------------------------------- | ------------------------------------------------------------------ |
| Königin Elsa von Arendelle    | Idina Menzel, Mattea Conforti (jung)        | Dina Kürten, Willemijn Verkaik (Gesang) Frieda Rudolph (jung)      |
| Prinzessin Anna von Arendelle | Kristen Bell, Hadley Gannaway (jung)        | Yvonne Greitzke, Pia Allgaier (Gesang) Hedwig Krämer (jung)        |
| Kristoff Bjorgman             | Jonathan Groff                              | Leonhard Mahlich                                                   |
| Olaf                          | Josh Gad                                    | Hape Kerkeling                                                     |
| Königin Iduna von Arendelle   | Evan Rachel Wood, Delaney Rose Stein (jung) | Gundi Eberhard, Sabrina Weckerlin (Gesang) Melinda Rachfahl (jung) |
| König Agnarr von Arendelle    | Alfred Molina, Jackson Stein (jung)         | Bernd Vollbrecht                                                   |
| Yelewna                       | Martha Plimpton                             | Isabella Grothe                                                    |
| Honeymaren                    | Rachel Matthews                             | Lara Trautmann                                                     |
| König Runeard                 | Jeremy Sisto                                | Klaus-Dieter Klebsch                                               |
| Ryder                         | Jason Ritter                                | Jonas Lauenstein                                                   |
| Leutnant Destin Mattias       | Sterling K. Brown                           | Bernd Egger                                                        |
| Halima                        | Halima V. Hudson                            | Svantje Wascher                                                    |
| Pabbie                        | Ciarán Hinds                                | Alexander Duda                                                     |

## Soundtrack

### Beschreibung
Der offizielle Soundtrack wurde am 15. November 2019 veröffentlicht und umfasst acht Lieder:
- All Is Found (im Deutschen: Es kommt zu dir)
- Some Things Never Change (im Deutschen: So wird’s immer sein)
- Into the Unknown (als Titelsong, im Deutschen: Wo noch niemand war)
- When I Am Older (im Deutschen: Wenn ich erst groß bin)
- Reindeer(s) Are Better Than People (Cont.) (im Deutschen: Rentiere sind besser als Menschen (Neue Version))
- Lost in the Woods (im Deutschen: Verlassen im Wald)
- Show Yourself (im Deutschen: Zeige dich)
- The Next Right Thing (im Deutschen: Der nächste Schritt)

Zudem gehören drei Cover-Versionen zum Soundtrack:
- Into the Unknown von Panic! at the Disco
- All Is Found von Kacey Musgraves
- Lost in the Woods von Weezer

Eine Deluxe Edition des Soundtracks umfasst alle oben genannten Lieder in der normalen Version und in einer Instrumental-Version. Zudem sind die Hintergrund-Lieder und auch folgende Outtake-Lieder, welche es nicht in den finalen Film geschafft haben, enthalten:
- All Is Found (Lullaby Ending)
- Home
- I Seek the Truth
- Unmeltable Me
- Get This Right

Zudem enthält der deutsche Soundtrack noch eine Version des Liedes Wo noch niemand war, welches von Mark Forster gesungen wird.
Die Lieder Into the Unknown, The Next Right Thing und When I Am Older wurden als „First Listen“-Versionen bereits am 30. September 2019 veröffentlicht. Die Cover-Version des Liedes Into the Unknown von der Band Panic! at the Disco wurde am 4. November 2019 veröffentlicht.

### Chartplatzierungen
| ChartsChartplatzierungen       | Höchstplatzierung | Wochen |
| ------------------------------ | ----------------- | ------ |
| Deutschland (GfK)              | 3 (59 Wo.)        | 59     |
| Österreich (Ö3)                | 1 (73 Wo.)        | 73     |
| Schweiz (IFPI)                 | 13 (34 Wo.)       | 34     |
| Vereinigte Staaten (Billboard) | 1 (… Wo.)         | …      |

| ChartsJahrescharts (2019) | Platzierung |
| ------------------------- | ----------- |
| Österreich (Ö3)           | 41          |

| ChartsJahrescharts (2020)      | Platzierung |
| ------------------------------ | ----------- |
| Deutschland (GfK)              | 22          |
| Österreich (Ö3)                | 10          |
| Schweiz (IFPI)                 | 69          |
| Vereinigte Staaten (Billboard) | 13          |

Auszeichnungen für Musikverkäufe

| Land/Region                  | Auszeichnungen für Musikverkäufe (Land/Region, Auszeichnung, Verkäufe) | Verkäufe  |
| ---------------------------- | ---------------------------------------------------------------------- | --------- |
| Dänemark (IFPI)              | Platin                                                                 | 20.000    |
| Deutschland (BVMI)           | Gold                                                                   | 100.000   |
| Frankreich (SNEP)            | Gold                                                                   | 50.000    |
| Kanada (MC)                  | 2× Platin                                                              | 160.000   |
| Neuseeland (RMNZ)            | Platin                                                                 | 15.000    |
| Norwegen (IFPI)              | Gold                                                                   | 15.000    |
| Österreich (IFPI)            | Platin                                                                 | 15.000    |
| Singapur (RIAS)              | Gold                                                                   | 5.000     |
| Vereinigte Staaten (RIAA)    | 2× Platin                                                              | 2.000.000 |
| Vereinigtes Königreich (BPI) | Platin                                                                 | 300.000   |
| Insgesamt                    | 4× Gold · 8× Platin ·                                                  | 2.680.000 |

## Manga
Eine Adaption der Geschichte als Manga durch die Zeichnerin Arina Tanemura erschien 2021 in Japan. Eine deutsche Übersetzung von Ole Johan Chrtistiansen wurde im Dezember 2022 von Carlsen Verlag in einem Sammelband veröffentlicht.

## Rezeption
Martin Schwickert bewertet in der Rheinischen Post den Film mit „gut“ und meint: „Auch wenn die Geschichte, die auf verschiedenen Zeit-, Realitäts- und Traumebenen umherspringt, oftmals etwas überladen wirkt, ist es Lee und Buck gelungen, auf der glitzernden Oberfläche eines Disney-Märchens ihre Heldinnen durch Konflikte von psychologischer Tiefe zu schicken.“
Die weltweiten Einnahmen aus Kinovorführungen belaufen sich bei einem Budget von 150 Millionen US-Dollar auf 1,45 Milliarden US-Dollar, von denen der Film allein 477,37 Millionen im nordamerikanischen Raum einspielen konnte. Damit befindet er sich auf Platz 3 der finanziell erfolgreichsten Filme des Jahres 2019 und auf Platz 15 (Stand: 19. April 2025) der finanziell erfolgreichsten Filme aller Zeiten. In Deutschland verzeichnete der Film insgesamt 6.781.476 Kinobesucher, durch die er 55,2 Millionen Euro erwirtschaften konnte und sich auf Platz 1 der Jahres-Charts 2019 befindet.

## Auszeichnungen
Annie Awards 2020
- Auszeichnung für die Besten Effekte – Spielfilm (Benjamin Fiske, Alex Moaveni, Jesse Erickson, Dimitre Berberov & Kee Nam Suong)
- Auszeichnung für die Beste Synchronarbeit – Spielfilm (Josh Gad)
- Nominierung als Bester Film
- Nominierung für die Besten Figurenanimationen – Animationsfilm (Andrew Ford)
- Nominierung für das Beste Figurendesign – Spielfilm (Bill Schwab)
- Nominierung für die Beste Regie – Spielfilm (Jennifer Lee & Chris Buck)
- Nominierung für die Beste Musik – Spielfilm (Christophe Beck, Frode Fjellheim, Kristen Anderson-Lopez & Robert Lopez)
- Nominierung für das Beste Drehbuch – Spielfilm (Jennifer Lee)[46]

Art Directors Guild Awards 2020
- Nominierung in der Kategorie Animated Film[47]

British Academy Film Awards 2020
- Nominierung als Bester animierter Spielfilm

Chicago Film Critics Association Awards 2019
- Nominierung als Bester Animationsfilm[48]

Cinema Audio Society Awards 2020
- Nominierung in der Kategorie Animationsfilm[49]

Critics’ Choice Movie Awards 2020
- Nominierung als Bester Animationsfilm
- Nominierung für den Besten Song (Into The Unknown)[50]

Detroit Film Critics Society Awards 2019
- Nominierung als Bester Animationsfilm[51]

Eddie Awards 2020
- Nominierung in der Kategorie Bester Filmschnitt – Animationsfilm (Jeff Draheim)[52]

Golden Globe Awards 2020
- Nominierung als Bester Animationsfilm
- Nominierung als Bester Filmsong (Into the Unknown, Kristen Anderson-Lopez & Robert Lopez)

Golden Reel Awards 2020
- Nominierung in der Kategorie Best Sound Editing: Music in a Musical Feature Film
- Nominierung in der Kategorie Best Sound Editing: Sound Effects, Foley, Dialogue and ADR in an Animation Feature Film[53]

Grammy Awards 2021
- Nominierung als Best Song Written For Visual Media (Into the Unknown – Kristen Anderson-Lopez, Robert Lopez, Idina Menzel & Aurora)
- Nominierung als Best Compilation Soundtrack for Visual Media[54]

Hollywood Critics Association Awards 2020
- Nominierung als Bester Animationsfilm
- Nominierung für den Besten originellen Song (Into the Unknown)[55]

Hollywood Music in Media Awards 2019
- Nominierung für die Beste Filmmusik – Animationsfilm (Christophe Beck)
- Nominierung für den Besten Filmsong – Animationsfilm (Into The Unknown, Kristen Anderson-Lopez, Robert Lopez & Idina Menzel)[56]

Houston Film Critics Society Awards 2020
- Nominierung als Bester Animationsfilm
- Nominierung für den Besten Filmsong (Into The Unknown)[57]

NAACP Image Awards 2020
- Nominierung für die Beste Synchronisation (Sterling K. Brown)[58]

National Film & TV Awards 2019
- Nominierung für die Beste Darbietung in einem Animationsfilm (Kristen Bell)
- Nominierung als Bester Animationsfilm[59]

Nickelodeon Kids’ Choice Awards 2020
- Auszeichnung als Bester Animationsfilm
- Auszeichnung als Bester Synchronsprecher in einem Animationsfilm (Josh Gad)[60]
- Nominierung als Beste Synchronsprecherin in einem Animationsfilm (Kristen Bell)
- Nominierung als Beste Synchronsprecherin in einem Animationsfilm (Idina Menzel)[61]

Online Film Critics Society Awards 2020
- Nominierung als Bester animierter Spielfilm[62]

Oscarverleihung 2020
- Nominierung für den Besten Song (Into the Unknown)

Producers Guild of America Awards 2020
- Nominierung als Bester Animationsfilm (Peter Del Vecho)[63]

Satellite Awards 2019
- Nominierung für den Besten Filmsong (Into the Unknown)[64]

Saturn-Award-Verleihung 2021
- Nominierung als Bester Animationsfilm

Seattle Film Critics Society Awards 2019
- Nominierung als Bester Animationsfilm[65]

St. Louis Film Critics Association Awards 2019
- Nominierung als Bester Animationsfilm
- Nominierung für die Beste Filmmusik[66]

Toronto Film Critics Association Awards 2019
- Nominierung als Bester Animationsfilm[67]

Visual Effects Society Awards 2020
- Auszeichnung in der Kategorie Herausragende Effektsimulationen in einem Animationsfilm (Erin V. Ramos, Scott Townsend, Thomas Wickes & Rattanin Sirinaruemarn)
- Nominierung in der Kategorie Herausragende visuelle Effekte in einem Animationsfilm (Steve Goldberg, Peter Del Vecho, Mark Hammel & Michael Giaimo)
- Nominierung in der Kategorie Herausragende animierte Charaktere in einem Animationsfilm (The Water Nøkk; Svetla Radivoeva, Marc Bryant, Richard E. Lehmann & Cameron Black)
- Nominierung in der Kategorie Herausragende erschaffene Umgebungen in einem Animationsfilm (Giants’ Gorge; Samy Segura, Jay V. Jackson, Justin Cram & Scott Townsend)[68]

Washington D.C. Area Film Critics Association Awards 2019
- Nominierung als Bester Animationsfilm
- Nominierung für die Beste Synchronarbeit (Kristen Bell)[69]